# Maciej Słota
Maciej Słota (ur. 1964 w Miechowie) – polski aktor filmowy, teatralny i telewizyjny.

## Życiorys
W 1987 ukończył Państwową Wyższą Szkołę Teatralną w Krakowie. W spektaklu dyplomowym zagrał Miętalskiego w adaptacji „Ferdydurke” wyreżyserowanej przez Waldemara Śmigasiewicza.